# Дунайка (Белгородская область)
Дунайка — село Грайворонского района Белгородской области, центр Дунайского сельского поселения.

## География
Село находится в западной части Белгородской области, на реке Ворсклице, при впадении её левого притока, реки Дунайчика, в 9,5 км по прямой к северо-западу от районного центра, города Грайворона.

## История

### Происхождение названия
Первоначально дунайские земли принадлежали мощёнским и, частично, мокроорловским однодворцам. Но в XVIII веке многие однодворцы продали свои земли.
В 1770-е годы на этих землях стали возникать небольшие слободки украинских переселенцев. Местные слободки обычно назывались именами их владельцев: Сухотиновка, Леляковка, Степановка и другие.
В 1783 году в Экономических примечаниях село Дунайка впервые упоминается как объединённый населённый пункт. Название селу дали украинские переселенцы – черкасы во второй половине XVIII века.

### Исторический очерк
Впервые «в ранге» села Дунайка упомянута в Экономических примечаниях 1783 года, здесь же перечислены все вошедшие в село слободки: Дунайка, Кочетовка, Леляковка и Сухотиновка («Веселовка или Гостовка тож»). А через несколько лет в списке населенных мест Хотмыжского округа Дунайка представлена составной частью деревни Мощеной. В этом едином населенном пункте числилось 169 дворов и 1127 жителей, а в самой Дунайке — 4 господских дома (причем, один из них каменный) и деревянная церковь Николая Чудотворца. Вскоре после появления Дунайки на Ворсклице соорудили большую мельничную дамбу, направив речное русло в обход села.

Согласно переписи осени 1884 года:
Дорогощанской волости село Дунайка и слобода Гадючья — в 12 верстах от уездного города Грайворона и в 40 от станции ж. д. — 169 дворов (168 изб), 999 жителей (527 мужского и 472 женского пола), грамотных 11 мужиков, школа — в 3 верстах. В селе — 10 «промышленных заведений», кабак и 2 лавки.
К началу века в Дунайке появилась своя школа, в 1906 — 1907 учебном году в Дунайской школе было «представлено к экзамену 6 мальчиков».
Дунайский сельский совет до 30 июля 1928 года относился к Грайворонскому уезду Дорогощанской волости.
Осенью 1929 года начали организовывать колхозы. В 1930 году было организовано правление колхоза имени Сталина, первым председателем которого стал Денисов К. И. Первая контора колхоза разместилась в доме высланного кулака, позднее – в бывшем доме священника.
В начале 1930-х годов Дунайка была в Грайворонском районе центром сельсовета, в который входили еще совхоз «Дунайский» и Дунайский крахмальный завод.
Перед войной в колхозе имени Сталина всей земли было 2300 га, пахотных угодий – 1500 га. Урожайность зерновых составляла 90 пудов. В колхозе был один трактор – «Фордзон». В 1936 году к колхозу были присоединены земли реорганизованного совхоза «Дунайский».
В годы Великой Отечественной войны из села на фронт было призвано – 362 человека, погибло – 115 человек, угнано в Германию – 69 человек.
В 1945 году после окончания Великой Отечественной войны в село возвратились мужчины.
В 1949 году к колхозу имени Сталина были присоединены земли колхоза имени Будённого (Подгорное, Заречье). В 1954 году присоединился колхоз «Путь Октября» (Мощёное). Колхоз получил новое название: имени Маленкова. В 1958 году был присоединён колхоз имени Горького (Пороз), объединенный колхоз стал называться «Россия», позже – «Восход».
С 1969 года в селе функционирует средняя общеобразовательная школа.
В 1997 году село Дунайка (235 хозяйств, 635 жителей) — центр Дунайского сельского округа (2 села) в Грайворонском районе.

## Население
Количество дворов к концу 1920-х годов  в селе составляло 333; население – 877 мужчин, 918 женщин.
В 1932 году в Дунайке был 2071 житель, в совхозе числилось — по документам — 119, а на крахмальном заводе — 10 рабочих.
В 1979 году в селе Дунайке — 686 жителей.
В 1989 году в Дунайке оставалось 589 жителей (из них 330 женщин).
В 1997 году село Дунайка насчитывало 235 хозяйств, 635 жителей.
| 2002 | 2010 |
| ---- | ---- |
| 611  | ↘527 |

## Достопримечательности
В начале 1980-х годов в Дунайской средней школе по инициативе преподавателя истории и географии организовали краеведческий кружок; результатом работы краеведов стало открытие в 1982 году музея родного села. К концу 1980-х годов в музее удалось собрать более 300 экспонатов: документы, фотографии, старинные орудия труда и предметы крестьянского обихода, одежда, монеты; особенно много материалов по истории колхоза «Восход».
В 2000 году школе присвоено имя Анатолия Яковлевича Волобуева, бывшего ученика и директора этой школы.

## Внешние ссылки
- Кулинарные традиции села Дунайки. Публикация в белгородской печати